# Triploechus heteronevrus
Triploechus heteronevrus är en tvåvingeart som först beskrevs av Macquart 1850.  Triploechus heteronevrus ingår i släktet Triploechus och familjen svävflugor. Inga underarter finns listade i Catalogue of Life.